# Statsminister Stauning Filmreportage
|  | Denne artikel er oprettet af botten Steenthbot ud fra en ekstern database. Den kan derfor have sproglige fejl eller mangler. Denne skabelon kan fjernes efter kontrol af indholdet. |

Statsminister Stauning Filmreportage er en dansk dokumentarisk optagelse fra 1936.

## Handling
En kompilation af optagelser med statsminister Thorvald Stauning:

1) Statsminister Staunings fortale til Fox-filmen "40 Aar som gik" (The First World War), premiere 7. januar 1935 i Grand.

2) Klip fra optagelser til et par af Statsminister Staunings agitationstaler: "Mit Blad, dit Blad - Socialdemokraten" og "Køb Dansk!".

Filmreportager fra Statsminister Th. Staunings officielle og mangesidige hverv:

3) Fagforeningernes største mand, arbejdsføreren M.C. Lyngsie, døde 31. december 1931 og begravedes ved en storstilet højtidelighed den 8. januar 1932 i Forum.

4) Kræftforskningsinstituttet på Tagensvej bygget af Carlsberg-Fondet indvies den 19. oktober 1932 i overværelse af Statsminister Stauning m.fl.

5) Optagelser fra 'Nordjysk Udstilling' i Aalborg sommeren 1933. Frøknerne Gugge og Margrethe smiler om kap med solen.

6) Undervisningsminister Frederik Borgbjerg holdt indvielsestalen ved Aarhus Universitets indvielse 1934 i nærværelse af kongefamilien og Statsministeren.

7) Statsministeren og Prins Axel med frue besøger udstillingen "Kogekunst, Dessert og Forplejning".

8) I september 1934 rejste kongeparret til England med Ø.K.s nye motorskib "Jutlandia".

9) I nærværelse af Kronprinsesse Ingrid åbner Statsminister Stauning Gartnerudstillingen i Forum i 1935.

10) Den 30. maj 1936 begravedes i Aabenraa Sønderjyllands store mand H.P. Hanssen.

## Medvirkende
- Thorvald Stauning
- Frederik Borgbjerg
- Kong Christian X
- Prins Axel
- Dronning Ingrid